# Natalie Harp
Natalie J. Harp (née en 1991), est une ancienne personnalité de la télévision américaine qui travaille comme assistante du président Donald Trump. Elle est souvent surnommée « imprimante humaine » pour avoir accompagné Trump tout au long de la journée afin de lui fournir des articles qu'elle trouve sur Internet. Elle a également envoyé des messages sur les réseaux sociaux et des SMS au nom de Trump.

## Jeunesse
Harp est issue d'une famille chrétienne conservatrice en Californie. Son père est un agent immobilier qui a fondé un cabinet de conseil en marketing pour les entreprises de voyage et a dirigé un « bureau d'innovation » dans une université chrétienne privée.
De 2009 à 2012, Harp a étudié à la Point Loma Nazarene University, un collège des arts libéraux chrétien à San Diego. En 2015, elle a obtenu un MBA de la Liberty University, une université évangélique en Virginie.

## Carrière
En 2019, Harp a déclaré lors d'une interview avec Fox News qu'une loi "Right to Try", promulguée en 2018 par le président Donald Trump, lui avait sauvé la vie alors qu'elle souffrait d'un cancer,. Harp a ensuite rejoint la campagne présidentielle de Donald Trump en 2020 et a prononcé un discours lors de la Convention nationale républicaine de 2020, comparant Trump à George Bailey du film La vie est belle,. Harp a affirmé : « Sans vous, je serais morte en attendant l’approbation [de médicaments expérimentaux] ». Ses affirmations ont été remises en question par des experts, notamment l'ancien fonctionnaire de la Food and Drug Administration (FDA), Peter Lurie, et Jeremy Snyder, professeur en sciences de la santé à Simon Fraser University.
Après 2020, Harp est devenue présentatrice pour One America News Network, une chaîne câblée d'extrême droite pro-Trump, connue pour la promotion de fausses informations et de théories du complot. Elle a quitté la chaîne en mars 2022 pour rejoindre l'équipe de communication de Trump. The Washington Post a rapporté qu'elle accompagnait souvent Trump lors de ses sorties de golf, munie d'un ordinateur portable et parfois d'une imprimante pour lui montrer des articles encourageants.
En 2023, Harp a rejoint la campagne présidentielle de Donald Trump en 2024. En 2024, The Bulwark a rapporté, citant des sources anonymes, qu'elle avait publié une vidéo contenant des références à un « Reich unifié » sur le compte Truth Social de Trump, avant que celle-ci ne soit supprimée 15 heures plus tard,.